# Schloss Alt Warthau

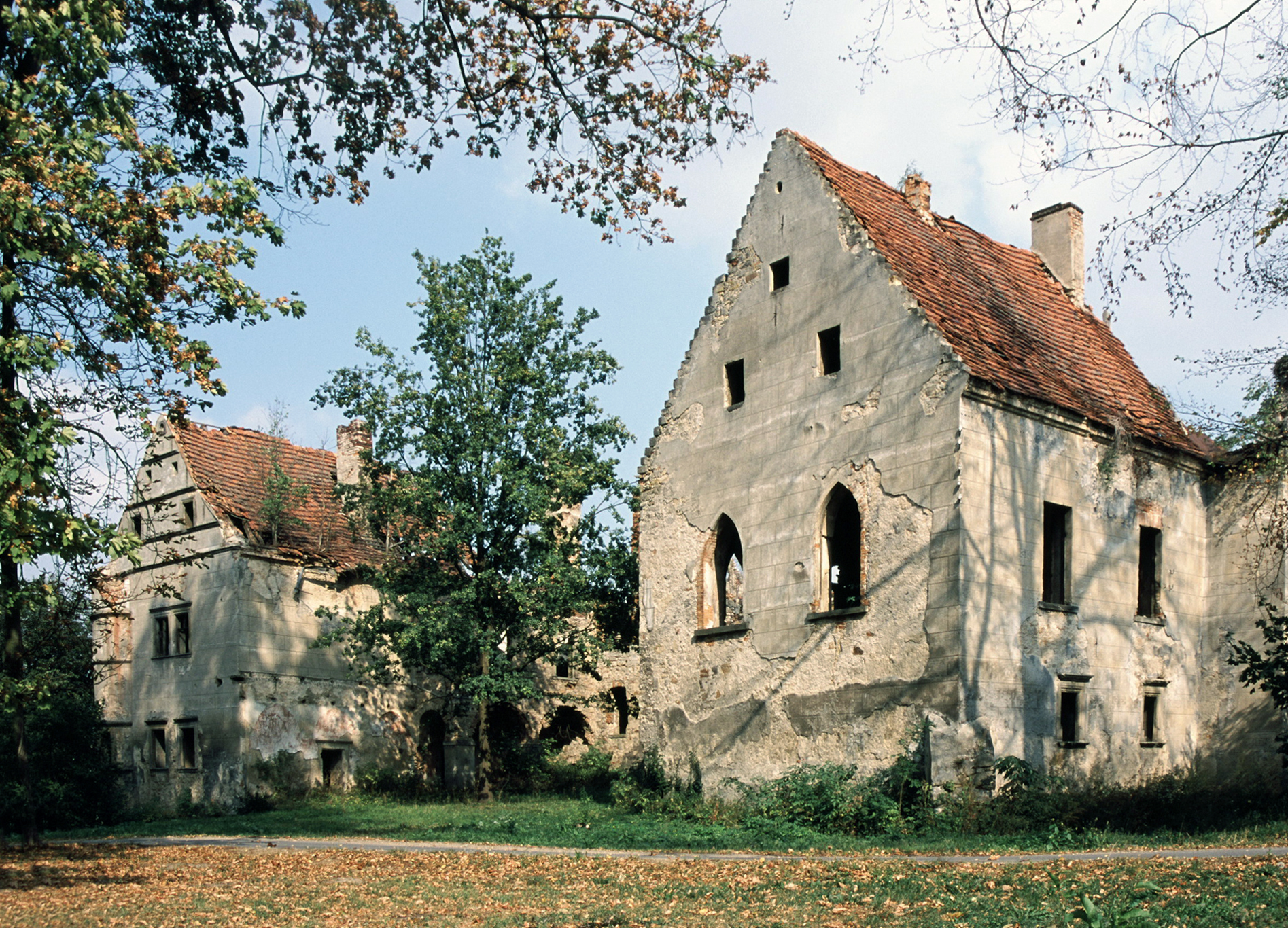
Vom ehemaligen Schloss Alt Warthau ist nur noch eine Ruine übrig

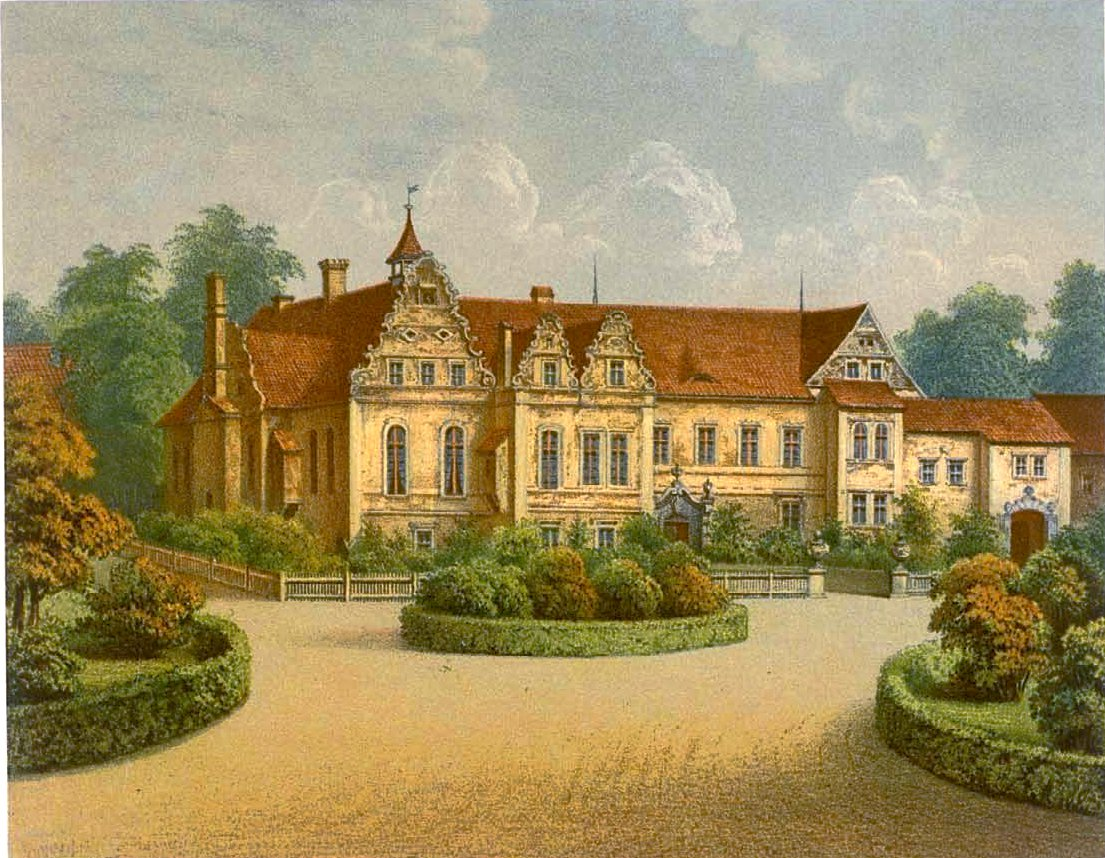
Schloss Alt Warthau aus der Sammlung Duncker

Schloss Alt Warthau (polnisch Pałac w Warcie Bolesławieckiej) ist ein Schloss in Warta Bolesławiecka (deutsch Alt Warthau) im Powiat Bolesławiecki (Kreis Bunzlau) in der Woiwodschaft Niederschlesien in Polen. Der Orstnamenzusatz «Alt» ist seit 1786 belegt.

## Geschichte
In „Warte“, das erstmals 1217 urkundlich erwähnt wurde, befand sich eine herzogliche Zollstation, die vermutlich zur Sicherung der Hohen Straße errichtet wurde. Westlich der heutigen Anlage lässt sich archäologisch eine mittelalterliche Burganlage nachweisen, die mit Wall und Wassergraben gesichert war. Deren Besitzer waren 1237 Lorenz von Stiebitz und 1406 Burgold von Stiebitz. Ab 1426 war die Burg in Besitz der von Zedlitz, von denen sie in den 1530er Jahren aufgegeben wurde, da sie ein neues Schloss im Stil der Renaissance (vermutlich unter Mitwirkung des Wendel Roskopf)  errichteten. Dieses wurde mehrfach umgebaut und zu einer unregelmäßigen zweigeschossigen Dreiflügelanlage erweitert. Die Ostseite erhielt markante Schweifgiebel.
Ab 1550 war das Schloss in Besitz des Hans von Glaubitz, der nordöstlich des Schlosses ein Verwalterhaus errichten ließ, das durch einen gedeckten Gang mit dem Schloss verbunden war. Ab 1588 waren die von Sommerfeld Eigentümer, ab 1651 die Freiherren von Hohberg. 1683 gelangte es durch Heirat an Hans Wolfgang von Frankenberg, dessen Nachkommen aus der Seitenlinie Frankenberg-Ludwigsdorf bis Ende des 19. Jahrhunderts Guts- und Schlossherren waren. In dieser Zeit wurde ein barockes Portal angelegt, das über eine Brücke über den Graben erreichbar war. Nach der Heirat der Johanna von Frankenberg-Ludwigsdorf mit Klemens August von Merveldt wurde die Anlage 1897 umgebaut und die Sgraffitodekorationen an der Außenfassade durch Zementputz überfangen. Erbin war deren Tochter, die mit dem Grafen Erich Franz von Hacke verheiratet war. Beide bewirtschafteten das Gut bis zum Kriegsende 1945.
Nach dem Übergang an Polen 1945 wurde das Dominium von einer volkseigenen landwirtschaftlichen Produktionsgenossenschaft verwaltet, im Schloss wurden Unterkünfte für die Gutsarbeiter eingerichtet. Da es nicht instand gehalten wurde, verfiel es ab den 1960er Jahren zusehends. Nach der politischen Wende 1989 gelangte die Schlossruine 1994 in privatem Besitz und wurde nachfolgend teilweise wieder aufgebaut und restauriert.

## Bauwerk
Außen ist der Gebäudekomplex durch originale oder im 19. Jahrhundert restaurierte Sgraffitodekorationen geprägt. Am Nordflügel befinden sich Schweifgiebel und ein zweigeschossiger Eckerker nach Westen. Der zwischen den Gebäudeflügeln liegende Innenhof hatte im Barock einen Arkadengang, der im 19. Jahrhundert abgetragen wurde. Bemerkenswert sind die Ausstattungsteile aus der Bauzeit, z. B. die Innenportale mit Inschrift «Gottes Vord bleibet evig - nach Chri[sti] Geburt 1540». 
Der zugehörige Landschaftspark wurde Anfang des 19. Jahrhunderts mit Eichen- und Hainbuchenalleen angelegt. Nahe dem Schloss steht das ruinöse Mausoleum der von Merveldt aus den 1920er Jahren.